# Itaú Unibanco
Itaú Unibanco is een Braziliaanse bank met hoofdkantoor in São Paulo. De bank ontstond in het jaar 2008 uit de fusie van de Braziliaanse financiële instellingen Itaú en Unibanco. Na de fusie werd Itaú Unibanco de grootste bank van Brazilië met ruim 120.000 medewerkers. Zij is aanwezig in meer dan zestien landen en is de op negen na grootste bank ter wereld. In december 2010 was de marktwaarde van deze fusiebank meer dan 110 miljard dollar.